# Manuel Bonmatí i Romaguera
Manuel Bonmatí i Romaguera  (Girona, 1903 - 1981) va ser un periodista, polític i banquer català
Va començar la carrera com farmacèutic, després va fer-se corredor de comerç, una feina que va continuar fins a la seva jubilació el 1978. Va ser un des fundadors de la banca Mateu, Bonmatí i Cia. Durant la Segona República Espanyola va militar en la Lliga de Catalunya. Va esdevenir regidor i més tard batlle de la ciutat de Girona. Al costat de la seva feina principal, feia d'articulista al Diari de Girona. Durant la dictadura de Francisco Franco va escriure al diari del movimiento Los Sitios amb el nom de ploma de «Tacito» sobre temes econòmiques i el de «Gol» a les pàgines d'esport. També va escriure a El Correo Catalán. D'un costat va ser president de l'Associació de Premsa de Girona, força controlat pel règim i d'un altre costat era actiu en la clandestina resistència catalanista i democràtica.
El 1965 va realitzar un vell somni seu i crear el setmanari Presència, vist com una alternativa més procatalana del diari Los Sitios, dins els límits restrets que la censura franquista li deixava. Tot i la màxima prudència i que a principis era escrit quasi completament en castellà, va tenir molts problemes amb l'administració de l'Estat. Era un projecte per més paradoxal que sembli on un emprenedor catòlic i més aviat de dretes, va fomentar pel seu catalanisme, una publicació més aviat d'esquerres.
El 1981, l'any de la seva mort, el Rotary Club de Girona va instaurar el Premi Manuel Bonmatí que s'atorga cada any a un periodista benmereixent a l'àmbit del periodisme local. La ciutat de Girona li dedicà el Carrer de Manel Bonmatí i Romaguera.